# Chamaeleo pfefferi
Chamaeleo pfefferi este o specie de cameleon din genul Chamaeleo, familia Chamaeleonidae, ordinul Squamata, descrisă de Tornier 1900. Conform Catalogue of Life specia Chamaeleo pfefferi nu are subspecii cunoscute.